# Hơi nước
Hơi nước là trạng thái khí của nước. Nó là một trong những pha của nước trong thủy quyển. Hơi nước sinh ra từ quá trình bay hơi hoặc sôi của nước lỏng hoặc từ thăng hoa của băng. Không như những trạng thái khác của nước, hơi nước là trong suốt, không nhìn thấy được. Dưới điều kiện khí quyển điển hình, hơi nước liên tục sinh ra từ sự bay hơi hay ngưng tụ thành nước. Nó nhẹ hơn không khí và kích hoạt những dòng đối lưu dẫn đến hình thành các đám mây.
Là một thành phần của thủy quyển và chu trình thủy văn của Trái đất, hơi nước có nhiều trong bầu khí quyển của Trái đất, nơi nó hoạt động như một khí nhà kính mạnh nhất, mạnh hơn các khí khác như carbon dioxide và methane. Sử dụng hơi nước, dưới dạng hơi nước nóng, rất quan trọng để nấu ăn, và là một thành phần chính trong hệ thống sản xuất và vận chuyển năng lượng kể từ cuộc cách mạng công nghiệp.
Hơi nước là một thành phần khí quyển tương đối phổ biến, có mặt ngay cả trong khí quyển Mặt Trời cũng như mọi hành tinh trong Hệ Mặt Trời và nhiều vật thể thiên văn bao gồm vệ tinh tự nhiên, sao chổi và thậm chí cả các tiểu hành tinh lớn. Tương tự như vậy, việc phát hiện hơi nước ngoài hệ mặt trời sẽ cho thấy sự phân bố tương tự trong các hệ hành tinh khác. Hơi nước có ý nghĩa ở chỗ nó có thể là bằng chứng gián tiếp hỗ trợ sự hiện diện của nước lỏng ngoài Trái đất trong trường hợp của một số vật thể khối lượng cỡ hành tinh.

## Thuộc tính

### Bay hơi
Bất cứ khi nào một phân tử nước rời khỏi bề mặt và khuếch tán vào một chất khí xung quanh, nó được cho là đã bay hơi. Mỗi phân tử nước chuyển đổi giữa trạng thái liên kết nhiều hơn (lỏng) và trạng thái ít liên kết hơn (hơi / khí) sẽ thực hiện thông qua sự hấp thụ hoặc giải phóng động năng. Phép đo tổng hợp của sự truyền động năng này được định nghĩa là nhiệt năng và chỉ xảy ra khi có sự khác biệt về nhiệt độ của các phân tử nước. Nước lỏng trở thành hơi nước sẽ mang theo một lượng nhiệt, trong một quá trình gọi là làm mát bay hơi. Lượng hơi nước trong không khí quyết định tần suất các phân tử quay trở lại bề mặt. Khi xảy ra hiện tượng bốc hơi ròng, phần nước sẽ trải qua quá trình làm mát thực liên quan trực tiếp đến việc mất nước.
Tại Hoa Kỳ, Cơ quan Thời tiết Quốc gia đo tốc độ bốc hơi thực tế từ một bề mặt nước mở "chảo" được tiêu chuẩn hóa ngoài trời, tại các địa điểm khác nhau trên toàn quốc. Những người khác cũng làm như vậy trên khắp thế giới. Dữ liệu của Hoa Kỳ được thu thập và tổng hợp thành bản đồ bốc hơi hàng năm. Các phép đo nằm trong khoảng từ dưới 30 đến hơn 120 inch mỗi năm. Các công thức có thể được sử dụng để tính tốc độ bay hơi từ bề mặt nước như bể bơi. Ở một số quốc gia, tốc độ bay hơi của nước vượt xa tốc độ kết tủa.
Làm mát bay hơi bị hạn chế bởi các điều kiện khí quyển. Độ ẩm là lượng hơi nước trong không khí. Hàm lượng hơi của không khí được đo bằng các thiết bị được gọi là ẩm kế. Các phép đo thường được biểu thị bằng độ ẩm cụ thể hoặc độ ẩm tương đối phần trăm. Nhiệt độ của khí quyển và bề mặt nước xác định áp suất hơi cân bằng; Độ ẩm tương đối 100% xảy ra khi áp suất riêng phần của hơi nước bằng áp suất hơi cân bằng. Điều kiện này thường được gọi là bão hòa hoàn toàn. Độ ẩm dao động từ 0 gam trên mét khối trong không khí khô đến 30 gam trên mét khối (0,03 oz trên foot khối) khi hơi bão hòa ở 30 °C.

### Thăng hoa
Thăng hoa là quá trình các phân tử nước trực tiếp rời khỏi bề mặt của băng mà không trở thành nước lỏng. Sự thăng hoa là nguyên nhân dẫn đến sự biến mất chậm giữa mùa đông của băng và tuyết ở nhiệt độ quá thấp để gây tan chảy. Nam Cực cho thấy hiệu ứng này ở một mức độ độc đáo vì cho đến nay nó là lục địa có tỷ lệ mưa thấp nhất trên Trái đất. Kết quả là, có những khu vực rộng lớn nơi các lớp tuyết hàng nghìn năm tuổi đã thăng hoa, để lại bất kỳ vật liệu không bay hơi nào mà chúng chứa đựng. Điều này cực kỳ có giá trị đối với một số ngành khoa học, một ví dụ ấn tượng là việc thu thập các thiên thạch còn lại trên bề mặt Trái Đất với số lượng vô cùng nhiều và ở trạng thái bảo quản tuyệt vời.
Sự thăng hoa rất quan trọng trong việc chuẩn bị một số lớp mẫu vật sinh học để quét kính hiển vi điện tử. Thông thường, các mẫu vật được chuẩn bị bằng phương pháp đông lạnh và đứt gãy đông lạnh, sau đó bề mặt vỡ được khắc bằng đông lạnh, bị ăn mòn khi tiếp xúc với chân không cho đến khi nó hiển thị mức độ chi tiết cần thiết. Kỹ thuật này có thể hiển thị các phân tử protein, cấu trúc bào quan và lớp kép lipid với mức độ biến dạng rất thấp.

### Ngưng tụ

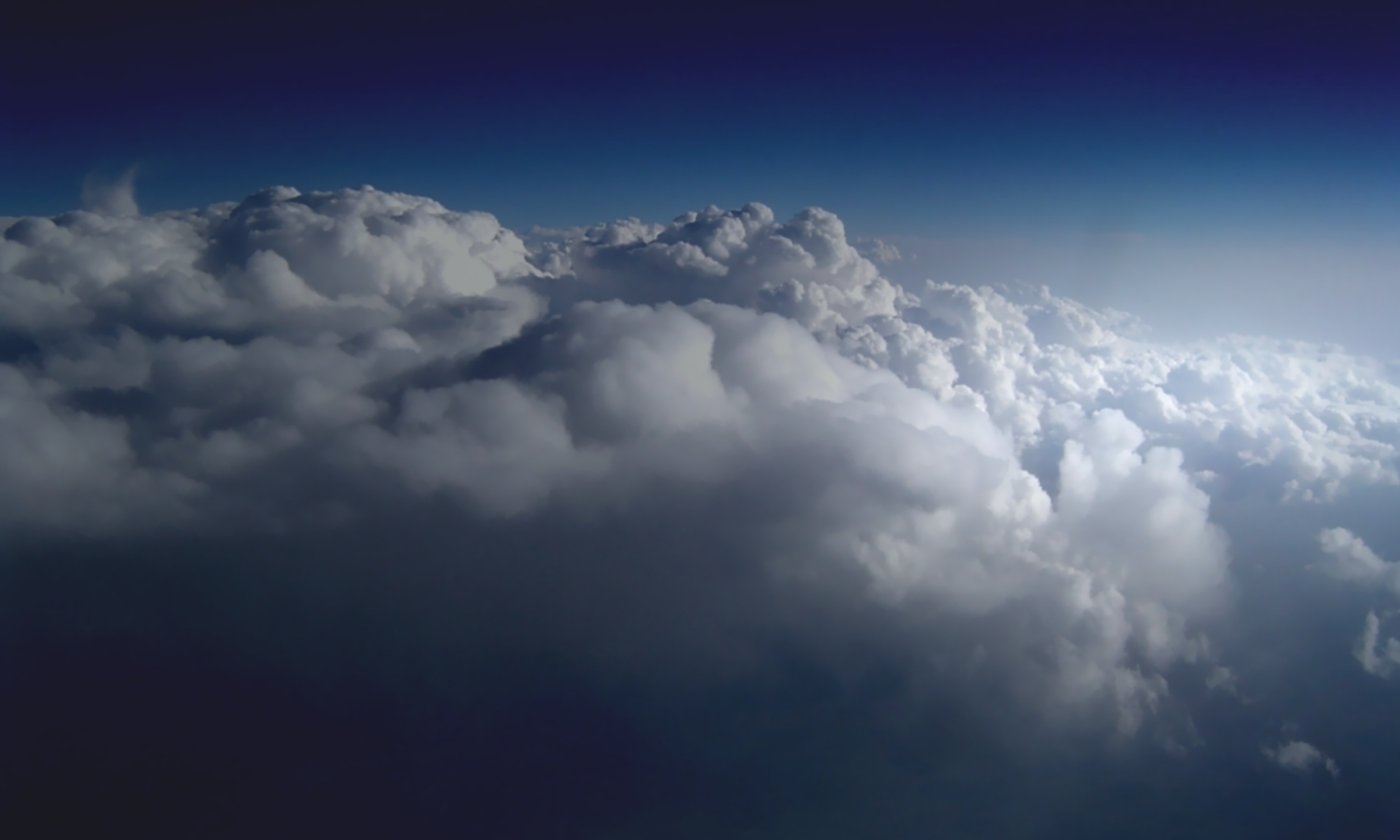
Mây hình thành do hơi nước ngưng tụ

Hơi nước sẽ chỉ ngưng tụ trên bề mặt khác khi bề mặt đó mát hơn nhiệt độ điểm sương, hoặc khi vượt quá trạng thái cân bằng hơi nước trong không khí. Khi hơi nước ngưng tụ trên một bề mặt, bề mặt đó sẽ xảy ra hiện tượng nóng lên. Phân tử nước mang theo nhiệt năng. Đến lượt mình, nhiệt độ của khí quyển giảm nhẹ. Trong khí quyển, sự ngưng tụ tạo ra mây, sương mù và lượng mưa (thường chỉ khi được tạo điều kiện bởi các hạt nhân ngưng tụ mây). Điểm sương của một lô không khí là nhiệt độ mà nó phải nguội trước khi hơi nước trong không khí bắt đầu ngưng tụ. Sự ngưng tụ trong khí quyển tạo thành các giọt mây.
Ngoài ra, sự ngưng tụ thực của hơi nước xảy ra trên các bề mặt khi nhiệt độ của bề mặt bằng hoặc thấp hơn nhiệt độ điểm sương của khí quyển. Sự ngưng kết là một quá trình chuyển pha tách biệt với sự ngưng tụ dẫn đến sự hình thành nước đá trực tiếp từ hơi nước. Băng giá và tuyết là những ví dụ về sự ngưng kết.
Có một số cơ chế làm mát xảy ra hiện tượng ngưng tụ: 1) Mất nhiệt trực tiếp bằng dẫn truyền hoặc bức xạ. 2) Làm mát do giảm áp suất không khí xảy ra khi không khí nâng lên, còn được gọi là làm mát đoạn nhiệt. Không khí có thể được nâng lên bởi các ngọn núi, làm lệch hướng không khí lên trên, bằng đối lưu, và bởi các mặt trước lạnh và ấm. 3) Làm mát hoạt tính - làm mát do chuyển động ngang của không khí.

### Phản ứng hoá học
Một số phản ứng hóa học tạo thành nước như là một sản phẩm. Nếu các phản ứng xảy ra ở nhiệt độ cao hơn điểm sương của không khí xung quanh, nước sẽ được hình thành ở dạng hơi và làm tăng độ ẩm cục bộ, nếu dưới điểm sương sẽ xảy ra hiện tượng ngưng tụ cục bộ. Các phản ứng điển hình dẫn đến hình thành nước là đốt cháy hydro hoặc hydrocarbon trong không khí hoặc hỗn hợp khí có chứa oxy khác, hoặc là kết quả của phản ứng với chất oxy hóa.
Theo cách tương tự, các phản ứng hóa học hoặc vật lý khác có thể diễn ra khi có hơi nước dẫn đến hình thành các hóa chất mới như gỉ sắt hoặc thép, xảy ra quá trình trùng hợp (một số bọt polyurethane và keo cyanoacrylate phản ứng khi tiếp xúc với độ ẩm không khí) hoặc các dạng thay đổi chẳng hạn như trong đó hóa chất khan có thể hấp thụ đủ hơi để tạo thành cấu trúc tinh thể hoặc làm thay đổi cấu trúc hiện có, đôi khi dẫn đến thay đổi màu sắc đặc trưng có thể được sử dụng để đo lường.

### Đo lường
Việc đo lượng hơi nước trong môi trường có thể được thực hiện trực tiếp hoặc từ xa với các mức độ chính xác khác nhau. Các phương pháp từ xa như vậy có thể hấp thụ năng lượng điện từ của các vệ tinh trên bầu khí quyển hành tinh. Phương pháp trực tiếp có thể sử dụng đầu dò điện tử, nhiệt kế được làm ẩm hoặc vật liệu hút ẩm để đo những thay đổi về tính chất vật lý hoặc kích thước.